# Салча (Телеорман)
Салча (рум. Salcia) — село у повіті Телеорман в Румунії. Адміністративний центр комуни Салча.
Село розташоване на відстані 108 км на південний захід від Бухареста, 32 км на захід від Александрії, 98 км на південний схід від Крайови.

## Населення
За даними перепису населення 2002 року у селі проживали 1194 особи.
Національний склад населення села:
| Національність | Кількість осіб | Відсоток |
| -------------- | -------------- | -------- |
| румуни         | 1116           | 93,5%    |
| цигани         | 78             | 6,5%     |

Рідною мовою назвали:
| Мова      | Кількість осіб | Відсоток |
| --------- | -------------- | -------- |
| румунська | 1178           | 98,7%    |
| циганська | 16             | 1,3%     |